# Cantasquallor
Canta Squallor è un album raccolta degli Squallor, pubblicato dall'etichetta discografica Ricordi nel 1986.
Fra i brani cover contenuti, A chi lo do stasera è un rifacimento di A chi la do stasera, sigla di un varietà televisivo degli anni ottanta interpretata da Nadia Cassini.

## Tracce
1. USA for Italy
2. Jammucenne
3. 'O tiempo se ne va
4. Chi cazz' m' 'o fa fa'
5. Vafanculo con chi vuo' tu
6. Morire in Porsche
7. Sono una donna non sono una santa
8. Telefona...
9. Raccontala giusta Alfredo
10. Madonina
11. Bagno Aurora
12. Cornutone
13. 'O ricuttaro 'nnammurato
14. A chi lo do stasera